# Mystrocnemis stictica
Mystrocnemis stictica là một loài bọ cánh cứng trong họ Cerambycidae.